# رجل البلاط (كتاب)
رجل البلاط (بالإيطالية: Il Cortegiano) هو كتاب في أدب الأخلاق كتبه بالداساري كاستيليوني على مدى سنوات عديدة، ابتداء من عام 1508 ونشرته الصحافة الألدينية في 1528 قبل وفاته بقليل. ويتناول صفات رجل البلاط المثالي وفي فصله الأخير يتناول صفات السيدة المثالية.
ويقدم الكتاب استحضارًا مؤثرًا للحنين إلى البيئة المثالية وتلك الخاصة بقاعات البلاط الصغيرة في عصر النهضة التي كانت تختفي في الحروب الإيطالية ومع تحية موقرة لأصدقاء كاستيليوني في شبابه. كما أنه يشيد بشكل خاص بدوقة أوربينو المتزوجة "إليزابيتا غونزاغا"، والتي وجه إليها كاستيليوني سلسلة من السوناتات الأفلاطونية، وقد توفيت الدوقة في عام 1526. ألف العمل على مدار عشرين عامًا، بدءًا من عام 1508، ونشر في نهاية المطاف في عام 1528 بواسطة مطبعة ألدين في البندقية قبيل وفاة المؤلف مباشرةً. نُشرت ترجمة إنجليزية مؤثرة بواسطة توماس هوبي في عام 1561.

## المبادئ
نظم الكتاب كسلسلة من المحادثات التي من المفترض أنها جرت على مدار أربع ليالٍ في عام 1507 بين "رجال البلاط" في دوقية أوربينو، وفي الوقت الذي كان فيه كاستيليوني نفسه عضوًا في بلاط الدوق (رغم أنه لم يتم تصويره كأحد المحاورين). تتم مناقشة طبيعة رجل البلاط المثالي بين العديد من الشخصيات على أساس صفات مختلفة، مثل الحاجة إلى الرتبة النبيلة، والبراعة الجسدية، والتواضع، واللياقة البدنية اللطيفة، ومن بين سمات أخرى. تمنح الشخصيات المختلفة مستويات مختلفة من الأهمية لهذه الصفات المتنوعة طوال المناقشة.
ويوصف رجل البلاط المثالي بأنه يتمتع بعقل هادئ وصوت جيد (بكلمات جميلة وأنيقة وشجاعة) بالإضافة إلى الإيماءات المناسبة. ةفي الوقت نفسه كان من المتوقع أن يتمتع رجل البلاط بروح المحارب، وأن يكون رياضيًا، وأن يكون لديه معرفة جيدة بالعلوم الإنسانية، "الكلاسيكيات" و"الفنون الجميلة". وعلى مدار أربع أمسيات، يحاول أعضاء المحكمة وصف الرجل المثالي في البلاط. وفي هذه العملية يناقشون طبيعة النبلاء والفكاهة والمرأة والحب.

## الاستقبال
كان كتاب رجل البلاط واحدًا من أكثر الكتب توزيعًا على نطاق واسع في القرن السادس عشر، حيث طُبعت طبعات بست لغات وفي عشرين مركزًا أوروبيًا. وكان للترجمة الإنجليزية التي قام بها توماس هوبي في عام 1561 تأثيرًا كبيرًا على مفهوم الطبقة العليا الإنجليزية للسادة الإنجليزيين.
تمتع كتاب "رجل البلاط" بنفوذ لبعض الأجيال، ولكن ليس أقله في إنجلترا في العصر الإليزابيثي بعد ترجمته الأولى بواسطة السيد توماس هوبي في عام 1561، وهو الوقت الذي كانت فيه الثقافة الإيطالية رائجة إلى حد كبير.

## البلاغة
من بين الصفات العديدة التي تنسبها شخصيات كاستيليوني إلى رجل البلاط المثالي، فإن الخطابة والطريقة التي يقدم بها رجل البلاط نفسه أثناء التحدث هي من بين أكثر الصفات التي تمت مناقشتها بشكل كبير. ويقول واين ريبهورن، أحد علماء كاستيليوني، إن خطاب رجل البلاط وسلوكه بشكل عام "مصمم لجعل الناس يتعجبون منه، ويحول نفسه إلى مشهد جميل ليتأمله الآخرون". وكما أوضح الكونت لودوفيكو، فإن نجاح رجل البلاط يعتمد بشكل كبير على استقبال الجمهور له من الانطباع الأول. وهذا يفسر جزئيًا سبب اعتبار المجموعة لباس رجل البلاط أمرًا حيويًا لنجاحه.
تتحدث شخصيات كاستيليوني عن كيف يمكن لرجل البلاط أن يثير إعجاب جمهوره ويحظى باستحسانه. على غرار البلاغة الرومانية الكلاسيكية "شيشرون" و"كوينتيليان"، ويؤكد كاستيليوني على أهمية الإلقاء أثناء التحدث. ةفي الكتاب الأول، يذكر الكونت أنه عندما يتحدث رجل البلاط، يجب أن يتمتع بصوت "رنان وواضح ولطيف وجيد" ليس مخنثًا جدًا ولا خشنًا للغاية، وأن يكون "مزاجًا بوجه هادئ ولعب بالعينين". ومن شأنه أن يعطي تأثير النعمة" (كاستيليوني 1.33). وتصبح هذه النعمة، عنصرًا مهمًا في مظهر رجل البلاط للجمهور. حيث صرح "إدواردو ساكون" في تحليله لكاستيجليون، أن "غرازيا يتكون من، أو بالأحرى يتم الحصول عليه من خلال، سبريزاتور".
بحسب الكونت، فإن سبريزاتور هو أهم وسيلة بلاغية يحتاجها رجل البلاط. ويصف بيتر بيرك سبريزاتور في كتاب رجل البلاط بأنه "لامبالاة" و"إهمال متعمد". ورجل البلاط المثالي هو الشخص الذي "يخفي الفن، ويقدم ما يتم قوله ويقال كما لو أنه تم دون جهد ودون تفكير تقريبًا" (31).
ويدعو الكونت رجل البلاط إلى الانخراط في سبريزاتور أو هذا "اللامبالاة المعينة"، وفي جميع الأنشطة التي يشارك فيها، وخاصة الكلام. يقول في الكتاب الأول: «وبناءً على ذلك، يمكننا أن نؤكد أن الفن الحقيقي الذي لا يبدو أنه فن، ولا ينبغي لنا أن نولي أي اهتمامًا أكبر من إخفاء الفن، لأنه إذا تم اكتشافه، فإنه سيدمر رصيدنا تمامًا». يضعنا في مكانة صغيرة" (كاستيليوني 1.26). ويبرر الكونت أنه من خلال حجب معرفته بالرسائل، فإن رجل البلاط يعطي مظهرًا بأن "خطبه كانت مؤلفة بكل بساطة" كما لو أنها انبثقت من "الطبيعة والحقيقة بدلاً من الدراسة والفن" (1.26). وهذا المظهر الأكثر طبيعية بكثير، على الرغم من أنه ليس طبيعيًا بأي حال من الأحوال، إلا أنه أكثر فائدة لرجل البلاط.
كما ويؤكد الكونت أنه إذا أراد أحد رجال البلاط الوصول إلى غرازيا وأن يتم تقديره على أنه ممتاز، فسيكون من مصلحته أن يكون لديه مظهر اللامبالاة من خلال الفشل في توظيف سبريزاتور، فإنه يدمر فرصته في النعمة. من خلال تطبيق سبريزاتور على خطابه وعلى كل شيء آخر يفعله، ويبدو أن رجل البلاط لديه غرازيا ويثير إعجاب جمهوره، وبالتالي يحقق التميز والكمال (ساكوني 16).
وميزة أخرى للبلاغة يناقشها كاستيليوني وهي دور اللغة المكتوبة والأسلوب. حيث رفض كاستيليوني تقليد "بوكاتشيو" والكتابة باللغة الإيطالية التوسكانية، كما كانت العادة في ذلك الوقت؛ وبدلاً من ذلك كتب باللغة الإيطالية المستخدمة في موطنه لومبارديا (ولد بالقرب من مانتوا): كما يقول الكونت، "بالتأكيد سيتطلب الأمر قدرًا كبيرًا من الجهد من جهتي إذا كنت أرغب في هذه المناقشات التي نجريها. استخدموا تلك الكلمات التوسكانية القديمة التي تجاهلها التوسكان اليوم، والأكثر من ذلك فإنني متأكد من أنكم جميعًا ستضحكون عليّ" (المحكمة 70). وهنا، يُنظر إلى استخدام اللغة التوسكانية القديمة والمتقادمة على أنه شكل من أشكال الإفراط وليس سمة مرغوبة. ويذكر كاستيليوني أنه لو اتبع استخدام توسكان في كتابه، فإن وصفه لـسبريزاتور سيبدو منافقًا، حيث سيُنظر إلى جهوده على أنها تفتقر إلى اللامبالاة (كورتييه 71).
يستجيب فيديريكو لتقييم الكونت لاستخدام اللغة المنطوقة من خلال طرح سؤال حول أفضل لغة لكتابة البلاغة. حيث رد الكونت وهو أن اللغة لا تهم، بل أسلوب البلاغة وسلطتها ونعمتها (الحاكم 71). ويشير روبرت ج. جراهام، الباحث الأدبي في عصر النهضة، إلى أن "المسائل المتعلقة بلغتهم المميزة في أي لحظة تاريخية معينة متورطة بعمق في مسائل ذات أهمية شخصية واجتماعية وثقافية". والذي يقول إنه السبب الرئيسي لاستخدام كاستيليوني للغة العامية الأصلية. ويوضح هذا أيضًا استجابة الكونت لنسبية اللغة في اللاتينية. مع تحديد دور اللغة، ويبدأ كاستيليوني في وصف الأسلوب والسلطة التي يجب أن يكتب بها رجل البلاط لكي يصبح ناجحًا.
كما ويشرح الكونت، "من الصواب بذل جهد أكبر لجعل ما هو مكتوب أكثر صقلًا وصحة ... يجب اختيارهم من أجمل العاملين في الكلام" (المحكمة 71). وهذا هو المكان الذي يشجع فيه الأسلوب الذي يكتب به رجل البلاط على إقناع الخطاب أو نجاحه. حيث يعتمد نجاح الخطاب المكتوب، على عكس الخطاب المنطوق، على فكرة "أننا على استعداد لتحمل قدر كبير من الاستخدام غير اللائق وحتى الإهمال" وفي الخطابة الشفهية أكثر من الخطابة المكتوبة. ويوضح الكونت أنه إلى جانب الاستخدام المناسب للكلمات، ويجب أن يتمتع رجل البلاط المثالي بإحساس مناسب بالأسلوب والتدفق في كلماته. ويجب أن تكون هذه الكلمات واقعية ولكنها مسلية كما يقول الكونت، "ثم، من الضروري ترتيب ما سيقال أو يكتب بترتيبه المنطقي، وبعد ذلك التعبير عنه جيدًا بكلمات يجب، إذا لم أكن مخطئًا، أن تكون مناسبة ومختارة بعناية وواضحة ومصممة بشكل جيد، ولكن قبل كل شيء ما زالت شائعة الاستخدام" (المحكمة 77). وهذا الشكل من التركيز على اللغة لاحظه جراهام على أنه؛ "على الرغم من أن الكونت يدرك أن الجوانب الأكثر تقليدية للخطيب (المظهر، والإيماءات، والصوت، وما إلى ذلك) ... كل هذا سيكون عديم الجدوى وله عواقب قليلة إذا كانت الأفكار التي تنقلها هذه الكلمات نفسها ليست بارعة أو أنيقة لمتطلبات الموقف".

## روابط خارجية
- The Book of the Courtier at the Internet Archive
- Il libro del Cortegiano at Wikisource (بالإيطالية)